# Kelurahan Cempakaputih Barat
Kelurahan Cempakaputih Barat är en administrativ by i Indonesien.   Den ligger i provinsen Jakarta, i den västra delen av landet. Huvudstaden Jakarta ligger i Kelurahan Cempakaputih Barat.